# La Terra che salva la Terra
La Terra che salva la Terra è un saggio ambientalista del 2023 di Fabio Roggiolani e Michele Dotti.
Con la prefazione del Premio Nobel Rattan Lal, gli autori, cofondatori del festival Ecofuturo di Roma, raccontano che l'agricoltura può sensibilmente ridurre l'emissione di CO² nell'aria soltanto abbandonando l'uso dell'aratro, cioè evitando la pratica dell'aratura profonda della semina del grano e delle altre graminacee. In questo modo, sollevando soltanto pochi centimetri di terra per la coltivazione, l'anidride carbonica resterebbe sepolta e non si disperderebbe in aria. Due aziende, una in Piemonte ed una Puglia, hanno sperimentato questo modello per averne conferma, non solo, ma avendo anche un minor consumo di acqua. Tutto questo, naturalmente deve accompagnarsi con una politica energetica e di biodiversità, di difesa del suolo e di pratiche biologiche che possono apparire innovative ma che in realtà sono molto semplici.

## Edizioni
Fabio Roggiolani, Michele Dotti, La Terra che salva la Terra, Roma, Econnection, 2023, ISBN 978-8894749106.